# Camomila e Distorção
Camomila e Distorção é o primeiro disco da cantora e compositora brasileira Nô Stopa. Foi lançado em 2004, e gravado de maneira independente pelo selo próprio "Sol do Meio Dia" (distibuído pela Tratore).
O álbum conta com nove músicas autorais, sendo algumas em parceria com Chico César, Marcelo Bucoff e Wesley Noog, além de 'Satellite of Love', de Lou Reed.

## Faixas
1. Abre Aspas
2. Perdi a conta
3. Cicatriz
4. "Satellite of Love"
5. Ritmo e Poesia da Menina Feia
6. Um Ano em um Dia
7. Soneto ao Temporal
8. Ar
9. De Festim
10. Leve